# Houcine Zidoune
Houcine Zidoune, né le 12 mars 1990 à Casablanca, Maroc est un footballeur marocain, qui évolue à l'Olympique de Safi en tant que de milieu de terrain, poste où il a été formé.

## Biographie

### Club
Né à Casablanca et formé au principal club de cette ville, le Wydad de Casablanca, Houcine Zidoune est parmi les jeunes footballeurs marocains évoluant dans le Championnat du Maroc de football. Il est également sélectionné au Maroc olympique avec lequel il a marque 2 buts en 6 matchs.

### Sélection nationale
Sélectionné au Maroc olympique il fait ses débuts en sélection olympique lors d'un match amical opposant le Maroc à l'Algérie ; ce match se finit sur le score de 5-0 en faveur du Maroc, Zidoune fait 2 passes décisives à son partenaire Yassine Lakhal et marque un seul but.

## Carrière
- 2008-2011  Wydad de Casablanca
- 2011-2013  Olympique de Safi
- 2013-2014  Aalesunds FK
- 2014-  Olympique de Safi

## Palmarès
Avec le  Wydad de Casablanca :
- 2008 : Finaliste de l'Arabian champions league (ACL)
- 2009 : Finaliste de l'Arabian champions league (ACL)
- 2010 : Champion du Maroc